# Diego Pave
Diego Daniel Pave (Concarán, Provincia de San Luis, 29 de abril de 1985) es un futbolista argentino. Juega como arquero y su primer equipo fue Boca Juniors. Actualmente milita en Sportivo Peñarol de San Juan del Torneo Federal A.

## Clubes
| Club                         | País      | Año       |
| ---------------------------- | --------- | --------- |
| Boca Juniors                 | Argentina | 2005-2006 |
| Tiro Federal de Rosario      | Argentina | 2006-2007 |
| Real Arroyo Seco             | Argentina | 2007-2008 |
| Almagro                      | Argentina | 2008-2011 |
| San Martín de Tucumán        | Argentina | 2011-2014 |
| Unión Aconquija de Catamarca | Argentina | 2015      |
| Juventud Unida de San Luis   | Argentina | 2016      |
| Mitre de Santiago del Estero | Argentina | 2016-2017 |
| Juventud Antoniana de Salta  | Argentina | 2017-2018 |
| Guaraní Antonio Franco       | Argentina | 2019-2021 |
| Sportivo Peñarol de San Juan | Argentina | 2021-?    |